# Älvsborgs regemente

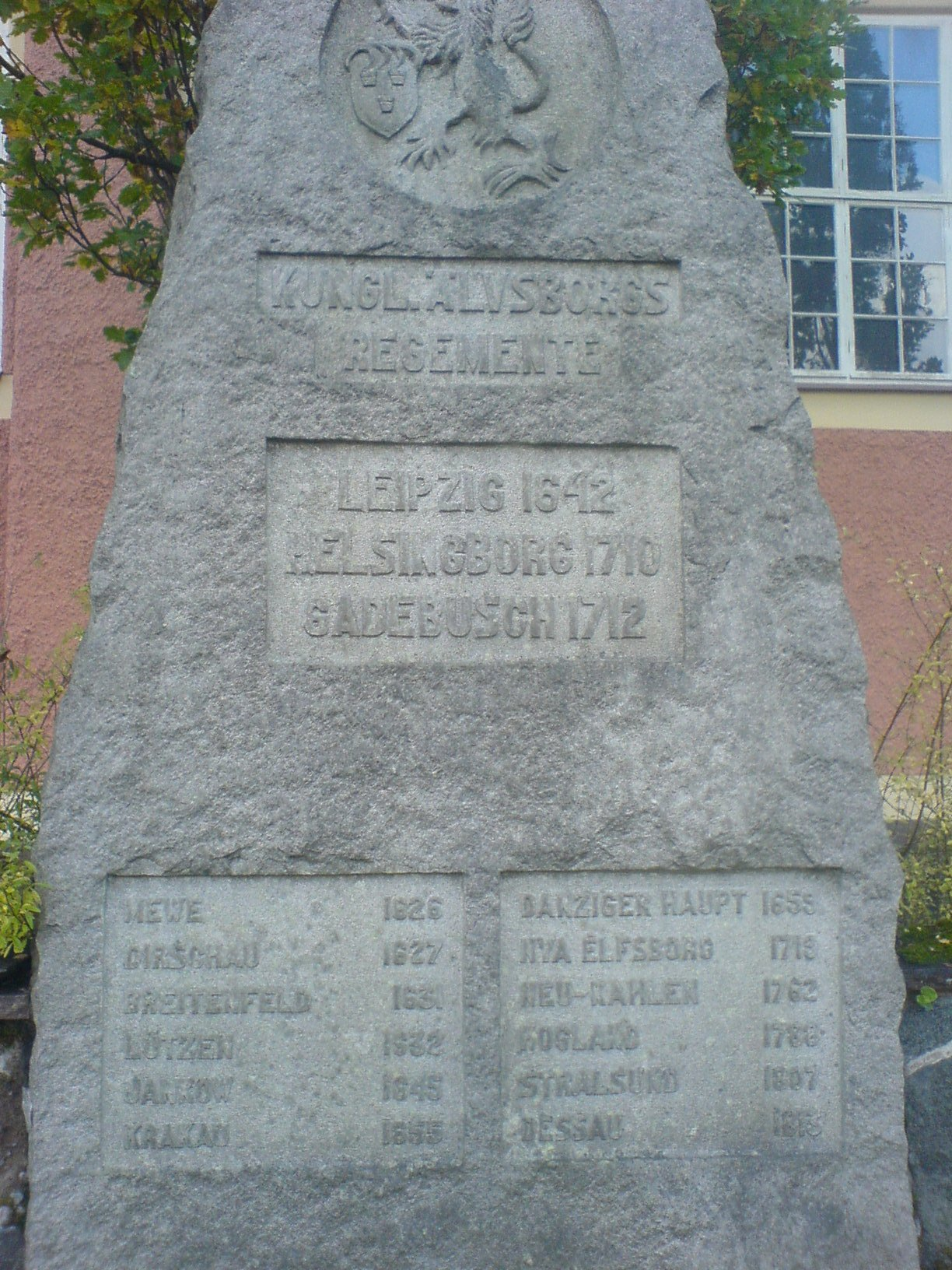
Pomnik ku czci żołnierzy pułku

Älvsborgs regemente – jeden z pułków piechoty szwedzkiej. Istniał w latach 1624–1998. Jego barwami były żółty i czarny.

## Historia pułku
Jego żołnierze walczyli m.in. pod Lipskiem (1642), Helsingborgiem (1710) i Gadebusch (1712).
W sierpniu 1655, w czasie potopu szwedzkiego, liczył 678 żołnierzy, zaś jego pułkownikiem był niejaki Drakenberg.
Pod koniec istnienia stacjonował w Borås.

## Skład
- Livkompaniet
- Marks kompani
- Gäsene kompani
- Ås kompani
- Redvägs kompani
- Norra Kinds kompani
- Södra Kinds kompani
- Borås kompani